# Lorraine Bracco
Lorraine Bracco (New York, 2 ottobre 1954) è un'attrice ed ex modella statunitense, principalmente nota per il ruolo di Karen Hill nel film Quei bravi ragazzi di Martin Scorsese (1990), della dottoressa Jennifer Melfi nella serie televisiva I Soprano (1999-2007) e di Angela Rizzoli in Rizzoli & Isles (2010-2016).

## Biografia

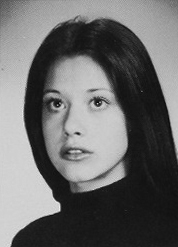
Lorraine Bracco nel 1972

Lorraine Bracco nasce a Bay Ridge, un quartiere di Brooklyn (New York), il 2 ottobre del 1954 da padre statunitense di origini italiane (siciliane), Salvatore Bracco Sr., e da madre inglese, figlia di immigrati francesi, Eileen Molyneux. La sua vita cambia quando un suo insegnante le propone di provare a fare la modella. Dato che non è nemmeno abituata a truccarsi, si meraviglia ma accetta, così questo insegnante le fissa un appuntamento alla agenzia di moda Wilhelmina Models; qui Wilhelmina Cooper in persona le fa un contratto di quattro anni. Dopo un periodo di lavoro precario a New York nei pomeriggi dopo la scuola, si stabilisce a Parigi e diventa una top model, lavorando anche per Jean-Paul Gaultier.
Debutta nel cinema nel 1979 con la produzione francese Duos sur canapé (all'epoca lavorava per Radio Luxembourg). Dopo altre piccole apparizioni in due produzioni europee, torna negli Stati Uniti dove si fa notare da pubblico e critica nel 1987 con la sua interpretazione accanto a Tom Berenger in Chi protegge il testimone, di Ridley Scott. Nel 1990 la sua brillante interpretazione di moglie e donna di mafia nel film Quei bravi ragazzi, di Martin Scorsese, le frutta una candidatura all'Oscar.
La notorietà di Bracco è tuttavia legata alla carriera televisiva, che, seppur circoscritta, è stata di grande successo: ha infatti dato vita al personaggio della dottoressa Melfi, la psicanalista a cui si rivolge il boss Tony Soprano, protagonista della pluripremiata serie televisiva I Soprano, dell'emittente televisiva HBO (1999-2007). Tra il 2010 ed il 2016, è nel cast principale della serie televisiva poliziesca Rizzoli & Isles, nel ruolo di Angela Rizzoli, madre della protagonista Jane, interpretata da Angie Harmon.

## Vita privata
Nel 1979 sposa Daniel Guerard, proprietario di un salone e attore, da cui ha una figlia, Margaux. Si separano qualche mese dopo, mentre Lorraine è ancora incinta, ma rimangono sposati fino al 1982, anno in cui divorziano. Dal 1982 al 1993 ha una relazione con l'attore Harvey Keitel, dal quale ha un'altra figlia, Stella. Le figlie hanno preso parte in piccoli ruoli nel film Quei bravi ragazzi accanto alla madre.
Dal 1994 al 2002 è stata sposata con l'attore Edward James Olmos.

## Filmografia

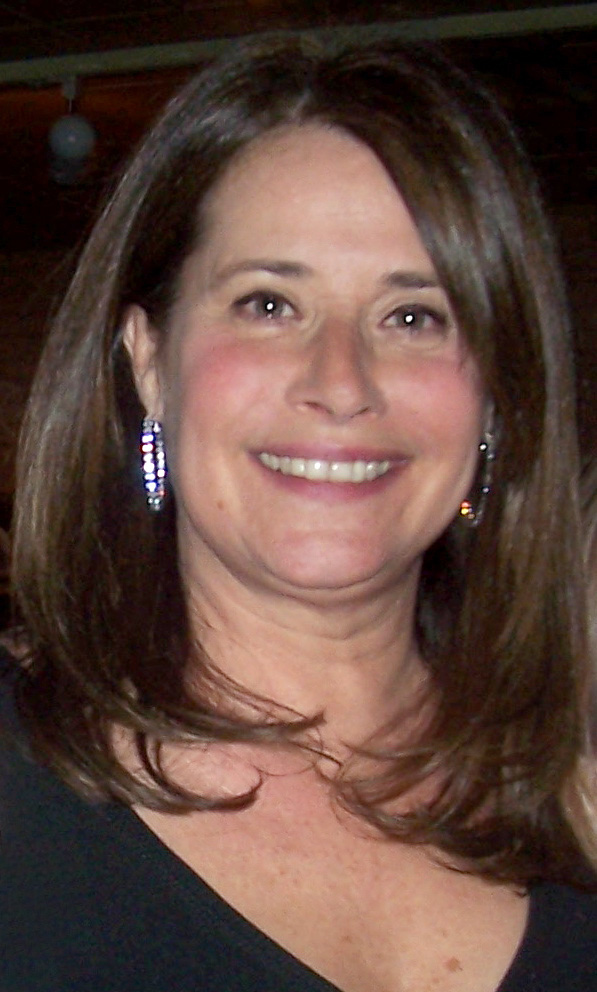
Lorraine Bracco nel 2007

### Attrice

#### Cinema
- Duos sur canapé, regia di Marc Camoletti (1979)
- Mais qu'est-ce que j'ai fait au Bon Dieu pour avoir une femme qui boit dans les cafés avec les hommes?, regia di Jan Saint-Hamont (1980)
- Fais gaffe à la gaffe!, regia di Paul Boujenah (1981)
- Un complicato intrigo di donne, vicoli e delitti, regia di Lina Wertmüller (1985) - non accreditata
- Ehi... ci stai? (The Pick-up Artist), regia di James Toback (1987)
- Chi protegge il testimone (Someone to Watch Over Me), regia di Ridley Scott (1987)
- Sing - Il sogno di Brooklyn (Sing), regia di Richard J. Baskin (1989)
- 4 pazzi in libertà (The Dream Team), regia di Howard Zieff (1989)
- In una notte di chiaro di luna, regia di Lina Wertmüller (1989)
- Seduzione pericolosa (Sea of Love), regia di Harold Becker (1989) - scene eliminate
- Quei bravi ragazzi (Goodfellas), regia di Martin Scorsese (1990)
- Stranger in the House, regia di Terence Stamp (1990)
- Terza base (Talent for the Game), regia di Robert M. Young (1991)
- Nei panni di una bionda (Switch), regia di Blake Edwards (1991)
- Mato Grosso (Medicine Man), regia di John McTiernan (1992)
- Il grande volo (Radio Flyer), regia di Richard Donner (1992)
- Tracce di rosso (Traces of Red), regia di Andy Wolk (1992)
- Cowgirl - Il nuovo sesso (Even Cowgirls Get the Blues), regia di Gus Van Sant (1993)
- Le cinque vite di Hector (Being Human), regia di Bill Forsyth (1994)
- Ritorno dal nulla (The Basketball Diaries), regia di Scott Kalvert (1995)
- Hackers, regia di Iain Softley (1995)
- Les menteurs, regia di Élie Chouraqui (1996)
- L'amore di una madre (Silent Cradle), regia di Paul Ziller (1997)
- Ladies Room - Intimi segreti (Ladies Room), regia di Gabriella Cristiani (2000)
- I ragazzi della mia vita (Riding in Cars with Boys), regia di Penny Marshall (2001)
- Giovani assassini nati (Tangled), regia di Jay Lowi (2001)
- Death of a Dynasty, regia di Damon Dash (2003) - cameo
- Crazy for Love (My Suicidal Sweetheart), regia di Michael Parness (2005)
- Son of Morning, regia di Yaniv Raz (2011)
- The Bensonhurst Spelling Bee, regia di Lauren Palmigiano - cortometraggio (2012)
- Dissonance, regia di Bryan Fox - cortometraggio (2014)
- Monday Nights at Seven, regia di Marty Sader (2016)
- Master Maggie, regia di Matthew Bonifacio - cortometraggio (2019)
- The Birthday Cake, regia di Jimmy Giannopoulos (2020)
- The Union, regia di Julian Farino (2024)
- Nonnas, regia di Stephen Chbosky (2025)

#### Televisione
- Il commissario Moulin (Commissaire Moulin) – serie TV, 1 episodio (1980)
- Crime Story – serie TV, 1 episodio (1986)
- Scam - Una prova per Maggie (Scam), regia di John Flynn – film TV (1993)
- Il giuramento di Diane (Getting Gotti), regia di Roger Young – film TV (1994)
- Una figlia da salvare (Lifeline), regia di Fred Gerber – film TV (1996)
- Il colpo della metropolitana (The Taking of Pelham One Two Three, regia di Félix Enríquez Alcalá – film TV (1998)
- I Soprano (The Sopranos) – serie TV, 86 episodi (1999-2007)
- L'amore non muore mai (Custody of the Heart), regia di David Hugh Jones – film TV (2000)
- Law & Order - Il verdetto (Law & Order: Trial by Jury) – serie TV, 1 episodio (2005)
- Un Natale perfetto (Snowglobe), regia di Ron Lagomarsino – film TV (2007)
- Lipstick Jungle – serie TV, 2 episodi (2008)
- Long Island Confidential, regia di Guy Norman Bee – film TV (2008)
- Law & Order: Criminal Intent – serie TV, 1 episodio (2010)
- Women Without Men, regia di Penny Marshall – film TV (2010)
- Rizzoli & Isles – serie TV, 105 episodi (2010-2016)
- Mulaney – serie TV, 1 episodio (2014)
- Dice – serie TV, 2 episodi (2016)
- Blue Bloods – serie TV, 5 episodi (2017-2018)
- Jerk – serie TV, 1 episodio (2019)
- AJ and the Queen – serie TV, 1 episodio (2020)
- Vado a vivere in Sicilia - La mia casa a 1 euro – docu-reality, 3 episodi (2020)

### Doppiatrice
- I Married a Mobster - serie TV, 10 episodi (2011)
- BoJack Horseman - serie TV, episodi 3x05 e 3x08 (2016)
- Summer Camp Island - Il campeggio fantastico - serie TV, 1 episodio (2018)
- Pinocchio, regia di Robert Zemeckis (2022)

### Regista
- Auto Motives (2000)
- Love & Distrust - segmento Auto Motives (2010)

## Riconoscimenti
- Premio Oscar
  - 1991 – Candidatura alla miglior attrice non protagonista per Quei bravi ragazzi

## Doppiatrici italiane
Nelle versioni in italiano dei suoi film, Lorraine Bracco è stata doppiata da: 
- Anna Rita Pasanisi in Chi protegge il testimone, 4 pazzi in libertà, Il grande volo, Ritorno dal nulla, Blue Bloods, The Union
- Emanuela Rossi in Quei bravi ragazzi, Mato Grosso, I Soprano, Lipstick Jungle, Vado a vivere in Sicilia - La mia casa a 1 euro
- Melina Martello in Tracce di rosso
- Roberta Paladini in Il giuramento di Diane
- Paola Del Bosco in Hackers
- Tiziana Avarista ne I ragazzi della mia vita
- Alessandra Cassioli in Giovani assassini nati
- Cristina Giolitti in Law & Order - Criminal Intent
- Anna Cesareni in Law & Order - Il verdetto
- Ida Sansone in Un Natale perfetto
- Sabrina Duranti in Rizzoli & Isles
- Ludovica Marineo in Nonnas

Da doppiatrice è sostituita da:
- Emanuela Rossi in Pinocchio